# Іссуф Санон
Іссуф Санон (нар. 30 жовтня 1999, Донецьк, Україна) — український баскетболіст, захисник клубу «Прометей».

## Біографія
Народився у 1999 році в Донецьку, Україна. Мати Іссуфа українка, а батько — з Буркіна-Фасо. У 2014 році з початком російської агресії на сході України, змушений був переїхати до Дніпра.
В баскетбол почав грати під впливом брата, який займався у ДЮСШ.

## Ігрова кар'єра
У 2017 році перейшов до дорослої команди «Дніпра». В чемпіонаті Суперліги провів 13 матчів, в яких в середньому набирав 2,4 очка та 1,2 передачі.
13 січня 2018 року підписав чотирирічний контракт з словенським клубом «Олімпія». 13 лютого провів свій найрезультативніший матч у чемпіонаті Словенії, набравши 23 очки проти «Геліос Сунс». 
Влітку 2018 року був обраний у другому раунді драфту НБА під загальним 44-м номером командою «Вашингтон Візардс». Згодом зіграв за нову команду у Літній лізі НБА, після чого, не підписавши контракт з «Вашингтоном», повернувся до Олімпії, щоб набиратися досвіду.
22 серпня 2019 року відправився в оренду до «Дніпра». З 2020 року — повноцінний гравець дніпровського клубу.
24 червня 2022 року підписав контракт зі слобожанським «Прометеєм».
6 лютого 2020 року драфт-права на Санона були обміняни до «Нью-Йорк Нікс». 27 листопада 2020 року права перейшли до «Х'юстон Рокетс».

## Виступи за збірну
Почав викликатися до лав збірної України U-16 2015 року, але через апендицит так і не зіграв за команду. Однак згодом, на юнацькому Євробаскеті 2017, що проводився у Словаччині, став другим за результативністю на турнірі (19,3 очка за гру) та першим за перехопленнями (3,4 за гру).
Учасник Євробаскету 2022 у складі України.